# Aspidoscelis danheimae
Aspidoscelis danheimae là một loài thằn lằn trong họ Teiidae. Loài này được Burt mô tả khoa học đầu tiên năm 1929.